# Grubetsch
Grubetsch ist eine Erzählung von Anna Seghers. Diese erste Veröffentlichung der Autorin entstand 1926 und erschien Mitte März 1927 als Fortsetzungsdruck in der „Frankfurter Zeitung“. 1930 wurde der Text in die Sammlung „Auf dem Wege zur amerikanischen Botschaft“ aufgenommen.
Ungewöhnliche Liebschaften und ungewöhnliche Tode werden staccato zur Sprache gebracht.

## Inhalt
In einer Großstadt vegetieren Proletarierfamilien im Hinterhof einer Mietskaserne. In jenem vollständig umbauten Geviert gibt es auch eine Kneipe – Munks Keller.
Marie, das ist die Ehefrau des Drehers Martin, langweilt sich. Da bietet die Ankunft des Flößers Grubetsch willkommene Abwechslung. Die adrette, ordentliche Frau wiegt beim Eintreffen dieses Mannes ihre Brüste. Solches Betragen ist eigentlich verwunderlich. Wird Grubetsch doch als „nichts Besonderes“ und klein beschrieben. Alljährlich überwintert der Junggeselle Grubetsch bei Bekannten in der Mietskaserne. Vor Jahren hatte ihn Sebald, ein anderer Mieter, mitgebracht. Grubetsch hatte Sebald im folgenden Frühjahr aufs Floß zur Reise bis an die Grenze mitgenommen. Der gefahrvolle Beruf des Flößers war für Sebald nicht das Richtige gewesen. Nun sitzt er verkrüppelt daheim bei seiner Frau und dem kleinen Sohn.
Nicht nur Marie, die Frau mit den starken Zöpfen, lebt bei Grubetschs Ankunft auf. Ebenso verspricht sich ihre ledige Schwägerin Anna Glück. Marie prophezeit ein Unglück. Gleichviel, Anna hofft auf ein solches Unglück. Der Bruder Martin hatte das junge Mädchen, das nach dem Tod der Eltern bei fremden Leuten gedient hatte, aus dem Heimatdorf aus Mitleid in die große Stadt geholt. Martin kann sich das leisten, weil er glücklicherweise Arbeit hat.
Jenes Unglück oder vielmehr Glück kommt über Anna schneller als erwünscht. Das Mädchen verkehrt mit Grubetsch mehrfach sexuell im Treppenhaus inmitten von Gerümpel unter der Treppe und gesteht ihm hernach seine Liebe. Grubetsch geht auf die Liebesschwüre nicht ein, sondern verweist auf den kommenden Frühling und seine damit bevorstehende Abreise. Auf dem Hinterhof erfährt Grubetsch aus dem Munde des kleinen Sohnes der Sebalds vom Tod des Familienvaters.
Auch Marie nähert sich dem Flößer – allerdings wesentlich behutsamer als Anna. Dann kommt sie in Fahrt. Martin entdeckt seine Frau in Munks Keller, wie sie an Grubetschs Seite in dem ersehnten Unglück schwelgt. Marie sitzt mit lachenden Augen und freier Brust da. Ihre Zöpfe hat sie um Grubetschs Hals gewunden. Der Ehemann reagiert kraftlos. Marie gesteht Anna wenig später unter vier Augen, der Bruder Martin sei gar zu langweilig. Anna Seghers stellt den inzwischen arbeitslosen Martin fortan nur noch auf den Knien rutschend oder kriechend dar. Aufrechter Gang ist unmöglich geworden. Arme und Beine sind ihm überlang gewachsen. Gegenüber Grubetsch tritt er unterwürfig-weinerlich auf. Der Arbeiter Paul, ebenfalls auf demselben Hinterhof lebend, kann sich über solches unwürdiges Gebaren nur wundern. Paul hat sich der Witwe Sebald mit Erfolg genähert, weil er sich für den hübschesten und stärksten Mann im Hinterhof hält. Als Grubetsch den kleinen Sebald aufs Floß mitnehmen möchte, bringt der Flößer das Fass zum Überlaufen. Die Witwe Sebald gibt Grubetsch die Hauptschuld am Tod ihres ersten Mannes und verleitet Paul zum Mord an dem Flößer. Paul ersticht Grubetsch. Nach dem Mord fallen die Bewohner des Hinterhofes in den altgewohnten Trott zurück. Anna gibt ihrer Neigung zur Prostitution nach. Die Erzählerin schließt: „Zwar ereignete sich immer noch manches... einer... ertrank im Fluß, Pauls Frau nahm einen Liebsten, und Paul prügelte sie, wie Sebald sie geprügelt hatte... Aber das waren gewöhnliche Liebschaften, gewöhnliche Tode.“

## Selbstzeugnisse
- Anna Seghers schreibt 1931: „Ein böser Hof, und in dem Hof ein Mann, der es versteht, die geheimen Wünsche der Menschen nach Zugrundegehen zu erraten und jedem in seiner Weise zu erfüllen.“[6]
- Anna Seghers schreibt am 7. Juni 1961 an ihre Leser: „Grubetsch spielt am Fluß (Rhein?) in einer Umgebung, die mich wahrscheinlich als junges Ding beunruhigt hat.“[7]

## Rezeption
Freud, Dostojewskis „Schuld und Sühne“ und Kafkas alptraumhafte Entwürfe hätten bei der Erzählung Pate gestanden. Zudem weist Winnen auf das Leitbild Kafka hin.
Auf Batt wirkt die Hinterhofkulisse unreal. Grubetsch suche periodisch – wie der Drache aus der Sage – die Arbeiterfamilien in ihren Unterkünften heim und rufe sowohl Grauen als auch Verzückung hervor. Das ungezwungene Leben Grubetschs kontrastiere stark zu dem Vegetieren des zusammengepferchten Proletariats in den großstädtischen Elendsquartieren in den 20er Jahren des 20. Jahrhunderts. Der Egoist Grubetsch weise jede Bindung ab, erschüttere die Arbeiterfamilien lediglich, initiiere aber keine Veränderung zum Positiven. Grubetsch werde umgebracht, weil die Proletarier von einem anderen Leben als dem ihren nichts wissen wöllten. Mit dem Mord siege der Alltag über den Außenseiter.

## Hörspiel
- Am 20. September 1988 wurde im Rundfunk der DDR eine Hörfunkfassung nach Norbert Marohns Adaption unter der Regie von Walter Niklaus gesendet. Hilmar Eichhorn sprach den Grubetsch, Beate Kiesant die Anna, Ursula Werner die Marie, Peer-Uwe Teska den Martin, Manon Straché Sebalds Frau, Florian Berger den kleinen Sebald und Siegfried Worch den Paul.[18]

### Textausgaben
Ausgaben
- Grubetsch. S. 5–66 in: Anna Seghers: Erzählungen 1926-1944. Band IX der Gesammelten Werke in Einzelausgaben. 367 Seiten. Aufbau-Verlag Berlin 1981 (2. Aufl.), ohne ISBN (Verwendete Ausgabe)
- Grubetsch. S. 5–66 in Anna Seghers: Post ins Gelobte Land. Erzählungen. Auswahl Ursula Emmerich. Illustrationen Günther Lück (Grubetsch. Bauern von Hruschowo. Die schönsten Sagen vom Räuber Woynok. Das Obdach. Post ins Gelobte Land. Der Ausflug der toten Mädchen. Das Argonautenschiff. Die Hochzeit von Haiti. Crisanta. Der Führer. Das Duell. Tuomas beschenkt die Halbinsel Sorsa. Sagen von Unirdischen. Steinzeit). Aufbau-Verlag, Berlin 1990 (1. Aufl.), ISBN 3-351-01653-0

### Sekundärliteratur
- Heinz Neugebauer: Anna Seghers. Leben und Werk. Mit Abbildungen (Wissenschaftliche Mitarbeit: Irmgard Neugebauer, Redaktionsschluss 20. September 1977). 238 Seiten. Reihe „Schriftsteller der Gegenwart“ (Hrsg. Kurt Böttcher). Volk und Wissen, Berlin 1980, ohne ISBN
- Kurt Batt: Anna Seghers. Versuch über Entwicklung und Werke. Mit Abbildungen. 283 Seiten. Reclam, Leipzig 1973 (2. Aufl. 1980). Lizenzgeber: Röderberg, Frankfurt am Main (Röderberg-Taschenbuch Bd. 15), ISBN 3-87682-470-2
- Ute Brandes: Anna Seghers. Colloquium Verlag, Berlin 1992. Bd. 117 der Reihe „Köpfe des 20. Jahrhunderts“, ISBN 3-7678-0803-X
- Andreas Schrade: Anna Seghers. Metzler, Stuttgart 1993 (Sammlung Metzler Bd. 275 (Autoren und Autorinnen)), ISBN 3-476-10275-0
- Sonja Hilzinger: Anna Seghers. Mit 12 Abbildungen. Reihe Literaturstudium. Reclam, Stuttgart 2000, RUB 17623, ISBN 3-15-017623-9
- Angelika Winnen: Kafka-Rezeption in der Literatur der DDR. Produktive Lektüren von Anna Seghers, Klaus Schlesinger, Gert Neumann und Wolfgang Hilbig. S. 32–96: Anna Seghers: Die Reisebegegnung. Reihe Literaturwissenschaft Bd. 527. Königshausen & Neumann, Würzburg 2006, ISBN 3-8260-2969-0, 317 Seiten